# Rostbukig snårsparv
Rostbukig snårsparv (Atlapetes nationi) är en fågel i familjen amerikanska sparvar inom ordningen tättingar.

## Utseende och läte
Rostbukig snårsparv är en distinkt snårsparv, den enda i sitt utbredningsområde med rostfärgad buk och svart huvud. Noterbart är även ett litet svart mustaschstreck och vit strupe. Vissa fåglar har vita fläckar på huvudet. Bland lätena hörs ett fylligt, fallande tjatter och en oregelbunden serie tjippande.

## Utbredning och systematik
Rostbukig snårsparv delas in i två underarter:
- A. n. nationi – förekommer från västra Anderna i Peru (Áncash till Arequipa)
- A. n. brunneiceps – förekommer i Anderna i sydvästra Peru (Ica och Ayacucho)

### Familjetillhörighet
Tidigare fördes de amerikanska sparvarna till familjen fältsparvar (Emberizidae) som omfattar liknande arter i Eurasien och Afrika. Flera genetiska studier visar dock att de utgör en distinkt grupp som sannolikt står närmare skogssångare (Parulidae), trupialer (Icteridae) och flera artfattiga familjer endemiska för Karibien.

## Levnadssätt
Rostbukig snårsparv hittas i höglänta områden. Den bebor torra sluttningar med buskar och spridda högre träd.

## Status och hot
Arten har ett stort utbredningsområde, men tros minska i antal, dock inte tillräckligt kraftigt för att den ska betraktas som hotad. Internationella naturvårdsunionen IUCN listar arten som livskraftig (LC).

## Namn
Fågelns vetenskapliga artnamn hedrar William Nation (1826-1907), brittisk botaniker och samlare av specimen i Peru 1849.